# Injustice
Injustice (с англ. — «Несправедливость») — серия файтингов, разработанная NetherRealm Studios и изданная Warner Bros. Interactive Entertainment, с участием персонажей DC Comics. Над играми работал создатель Mortal Kombat и ветеран индустрии Эд Бун, чья команда ранее разрабатывала Mortal Kombat vs DC Universe для Midway Games. Сюжет написали Брайан Чард, Доминик Чианчоло, Джон Фогель и Джон Гринберг.
Сюжет франшизы происходит в альтернативной реальности Вселенной DC, где Супермен становится тираном и устанавливает новый мировой порядок после того, как Джокер обманом заставляет его убить Лоис Лейн и уничтожить Метрополис. Несогласный с новым Режимом и идеологией Супермена Бэтмен формирует Сопротивление из некоторых супергероев и (в основном, бывших) злодеев. Первая игра (Injustice: Gods Among Us) повествует о том, как Бэтмен призывает двойников членов Лиги Справедливости из оригинальной Вселенной DC, чтобы они помогли раздобыть оружие с криптонитом, присоединились к Сопротивлению и положили конец Режиму. Вторая игра (Injustice 2) рассказывает о событиях, произошедших спустя пять лет после действия первой части, в той же вселенной ныне павшего Режима Супермена, где повстанческое движение Бэтмена восстанавливает мир после разрушительной диктатуры. На их пути встают Общество Суперзлодеев во главе с Гориллой Гроддом и инопланетянин Брейниак, коллекционирующий миры и их знания. Бэтмен решается на освобождение Супермена для обеспечения противостояния вторжению.

## Игры

### Injustice: Gods Among Us
В первой игре серии, действие которой происходит в альтернативной реальности, Супермен устанавливает новый мировой порядок после того, как Джокер обманом заставляет его убить Лоис Лейн и уничтожить Метрополис ядерной бомбой. Пытаясь остановить тиранию, Бэтмен вызывает двойников из другой вселенной, чтобы положить конец Режиму.

### Injustice 2
Действие Injustice 2 происходит через пять лет после событий Injustice: Gods Among Us. Действие происходит в той же вселенной, где Бэтмен и его союзники восстанавливают мир после падения Режима Супермена, сталкиваясь с Обществом Суперзлодеев во главе с Гориллой Гроддом и коллекционером миров Брейниаком. У Бэтмена не остаётся другого выбора, кроме как освободить Супермена, чтобы уравнять шансы.

## Персонажи
Персонажи DC Comics ранее появлялись в таких файтингах, как Justice League Task Force (1995) и Mortal Kombat vs DC Universe (2008). Последний также послужил основой для будущих частей Injustice.

### Дебютировавшие в Injustice: Gods Among Us
Основной состав
- Аквамен
- Арес
- Бэйн
- Бэтмен
- Дефстроук
- Джокер
- Думсдэй
- Женщина-кошка
- Зелёная стрела
- Зелёный Фонарь (Хэл Джордан)
- Киборг
- Лекс Лютор
- Найтвинг (Дик Грейсон)
- Орлица
- Рэйвен
- Синестро
- Соломон Гранди
- Супермен
- Убийца Мороз
- Флэш (Барри Аллен)
- Харли Квинн
- Чёрный Адам
- Чудо-женщина
- Шазам

DLC-персонажи
- Бэтгёрл[2]
- Затанна
- Зод[3]
- Лобо[4]
- Марсианский охотник[5]
- Скорпион[6]

Премиум-скины
- Жёлтый Фонарь (Хэл Джордан)
- Зелёный Фонарь (Джон Стюарт)
- Красный колпак (Джокер)
- Найтвинг (Дэмиен Уэйн)
- Киборг-Супермен

Эксклюзивы для Android и iOS
- Дарксайд
- Дэдшот
- Рыцарь Аркхема[англ.]*
- Статик[англ.]
- Убийца Крок

Джокер также появился в качестве гостевого персонажа в Mortal Kombat 11. Во вступительных диалогах с его участием (а также в диалогах Скорпиона, Саб-Зиро и Рэйдена) присутствуют отсылки на серию Injustice и игру Mortal Kombat vs DC Universe.

### Дебютировавшие в Injustice 2
Основной Ростер
- Атроцитус[англ.]
- Болотная тварь
- Брейниак
- Гепарда
- Горилла Гродд
- Дарксайд
- Доктор Фэйт
- Дэдшот
- Капитан Холод
- Огненный Шторм (Мартин Штейн и Джейсон Раш)
- Пугало
- Робин (Дэмиен Уэйн)
- Супергёрл
- Синий Жук (Хайме Рейес)
- Чёрная Канарейка
- Ядовитый Плющ

DLC-персонажи
- Атом (Райан Чой)
- Красный колпак (Джейсон Тодд)
- Рэйден
- Саб-Зиро
- Старфаер
- Хеллбой
- Чаровница
- Черепашки-ниндзя
  - Леонардо
  - Донателло
  - Микеланджело
  - Рафаэль
- Чёрная Манта[англ.]

Премиум-скины
- Бизарро
- Брюс Уэйн
- Виксен[англ.]
- Грид[англ.]
- Флэш (Джей Гаррик)
- Мистер Фриз
- Пауэр Гёрл
- Обратный Флэш
- Чёрная Молния

Эксклюзивы для Android и iOS
- Белая Канарейка
- Серебряная Банши[англ.]

## В других медиа

### Комиксы
5 октября 2012 года на EB Games Expo была анонсирована серия комиксов, являющаяся предысторией событий в оригинальной игре. Серия написана Томом Тейлором, а также рядом художников. 15 января 2013 года комикс был выпущен в цифровом издании и через неделю вышел в печатном варианте.
Сюжет рассказывает о том, как Джокер и Харли Квинн, при помощи газа Пугала, смешанного с криптонитом, отравили Супермена. Газ вызвал галлюцинации, из-за которых тот убил свою беременную жену — Лоис Лэйн. После остановки сердца Лоис сдетонировала ядерная бомба, которую также заложил Джокер в центре Метрополиса. Супермен, вопреки своему «кодексу», в порыве гнева убил Джокера. Вследствие этого рассудок Супермена начал меняться и он, при поддержке некоторых супергероев, начал строить «идеальный мир», без психопатов и преступников, что впоследствии привело к тоталитарному режиму. Однако некоторые супергерои ушли в ополчение и организовали свою группу повстанцев, наряду с Бэтменом, Женщиной-кошкой, Зелёной стрелой, Чёрной Канарейкой и даже преступницей Харли Квинн.
На август 2018 года вышло 270 выпусков комикса:
- Injustice: Gods Among Us — Year 1 (36 выпусков + спецвыпуск)
- Injustice: Gods Among Us — Year 2 (24 выпуска + спецвыпуск)
- Injustice: Gods Among Us — Year 3 (24 выпуска + спецвыпуск)
- Injustice: Gods Among Us — Year 4 (24 выпуска + спецвыпуск)
- Injustice: Gods Among Us — Year 5 (40 выпусков + спецвыпуск)
- Injustice: Ground Zero (24 выпуска)
- Injustice 2 (72 выпуска + спецвыпуск)
- Injustice vs. Masters of the Universe (6 выпусков)
- Injustice: Year Zero (14 выпусков)

### Анимация
19 мая 2021 года было объявлено, что в разработке находится анимационный фильм «Несправедливость». 21 июля 2021 года были раскрыты дополнительные подробности о фильме, поскольку он будет адаптацией серии комиксов Year One с совершенно другим набором персонажей, отличающимся от игрового. Фильм был выпущен в цифровом и физическом форматах 19 октября 2021 года.